# Neurochaeta stuckenbergi
Neurochaeta stuckenbergi är en tvåvingeart som beskrevs av Mcalpine 1978. Neurochaeta stuckenbergi ingår i släktet Neurochaeta och familjen Neurochaetidae.
Artens utbredningsområde är Madagaskar. Inga underarter finns listade i Catalogue of Life.